# Írói Olimpiász
Írói Olimpiász, teljes nevén Erdélyi Írói Olimpiász (1923) irodalmi rendezvénysorozat Kolozsvárt a Janovics Jenő igazgatta Magyar Színház és a Haladás Lap- és Könyvkiadó Betéti Társaság keretében egyesült lapok (Vasárnapi Újság és Pásztortűz) közös rendezésében.

## Megnyitás
1923. november 11-én a nagyváradi írók műsorával nyílt meg; ezen Gulácsy Irén, Marót Sándor, Tabéry Géza, és Hilf László egyfelvonásosait mutatták be, Bíró György, Kondor László és Ruth Klára verseit szavalták.

## Második rendezvény
A második rendezvény 1923. november 18-án a marosvásárhelyiek műsora volt: Osvát Kálmán, Antalffy Endre és Molter Károly konferált, Berde Mária és Tompa László saját versét adta elő, Színi Lajos humoreszkkel szerepelt, Csergő Tamás és Balogh Endre prózai munkáiból olvasott fel.

## 3. rendezvény
A harmadik rendezvényen 1923. december 2-án Arad és a Bánság írói mutatkoztak be Kolozsvár közönségének; a műsoron Franyó Zoltán és Szombati-Szabó István versei, Nagy Dániel prózája, zeneszámok, táncszámok szerepeltek.

## Epilógus
A Dózsa Endre, Janovics Jenő és Kuncz Aladár alkotta bírálóbizottság döntése szerint a vándorserlegként felajánlott antik ezüstkupát Marosvásárhely írói csoportja kapta, s terv szerint a rendezvény folytatását a KZST vállalta. „Hogy közönségébresztő? Erre valóban kitűnő eszköz. De felbecsülhetetlen a szellemek egy összhangba való kicsendítése szempontjából” – hirdette meg Szentimrei Jenő az Írói Olimpiász beharangozójában, a kolozsvári nyitás után azonban a főleg gazdasági természetű ellentétek az irodalmi szervezkedés terén ennél a kívánatos összhangnál erősebbeknek bizonyultak, s a rendezvénysorozat folytatása elmaradt.